# Thammampatti
Thammampatti là một thị xã panchayat của quận Salem thuộc bang Tamil Nadu, Ấn Độ.

## Nhân khẩu
Theo điều tra dân số năm 2001 của Ấn Độ, Thammampatti có dân số 20.883 người. Phái nam chiếm 51% tổng số dân và phái nữ chiếm 49%. Thammampatti có tỷ lệ 66% biết đọc biết viết, cao hơn tỷ lệ trung bình toàn quốc là 59,5%: tỷ lệ cho phái nam là 74%, và tỷ lệ cho phái nữ là 58%. Tại Thammampatti, 11% dân số nhỏ hơn 6 tuổi.